# 79e brigade d'assaut aérien
Pour les articles homonymes, voir 79e brigade.
La 79e brigade d'assaut aérien (en ukrainien : 79-та окрема десантно-штурмова бригада, abrégé en 79 ОДШБр ; numéro d'unité militaire А0224) est une grande unité des Forces d'assaut aérien ukrainiennes. La brigade s'illustre lors de la bataille de Marïnka où elle parvient à tenir la ville pendant un an et demi puis lors de la bataille de Novomykhaïlivka en infligeant de lourdes pertes à l'armée russe.

## Historique
La brigade est issue de la 40e brigade d'assaut aérien soviétique, créée en septembre-novembre 1979 dans le district militaire d'Odessa à partir du 80e régiment aéroporté, puis renommée 40e brigade aéroportée en 1990,. Elle devient une unité ukrainienne en 1992, puis est réduite et renommée 79e régiment aéromobile en 1999. Des détachements du régiment sont envoyés en missions de maintien de la paix sous mandat de l'ONU en Bosnie-Herzégovine, Kosovo, Sierra Leone, en Irak et au Liberia. En 2007, l'unité redevient une brigade, la 79e brigade aéromobile. Le 5 juin 2009, elle reçoit le titre honorifique Mykolaivska (de Mykolaïv) par l'oukase no 308/2009.
En 2014, durant la guerre du Donbass, son 1er bataillon a été engagé dans le siège de Sloviansk, puis les deux bataillons sont déployés en début juillet le long de la frontières russo-ukrainienne dans l'oblast de Donetsk : du 16 jusqu'au 30 juillet, la brigade y est encerclée aux côtés de la 72e mécanisée. La brigade participe ensuite aux batailles de Debaltseve, de l'aéroport de Donetsk (en octobre, faisant partie des « cyborgs ») et de Chyrokyne.

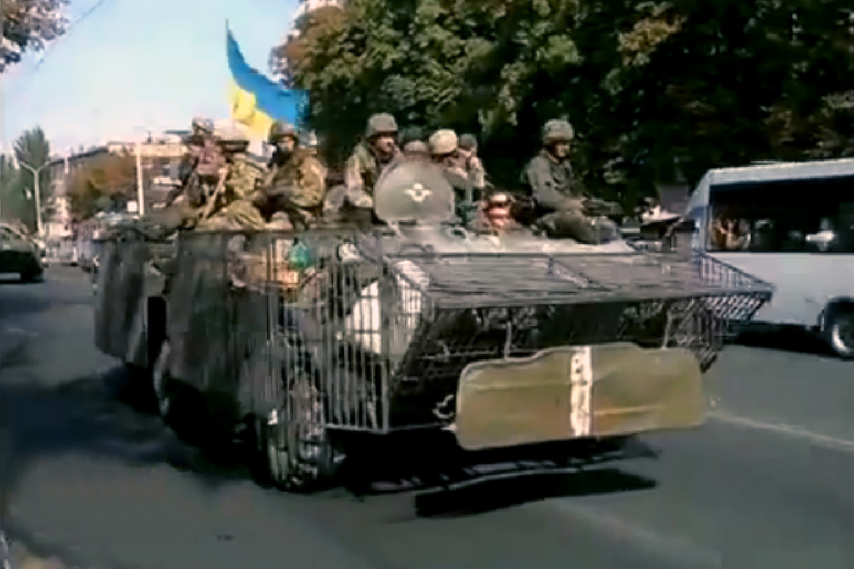
En 2014 à Marioupol.
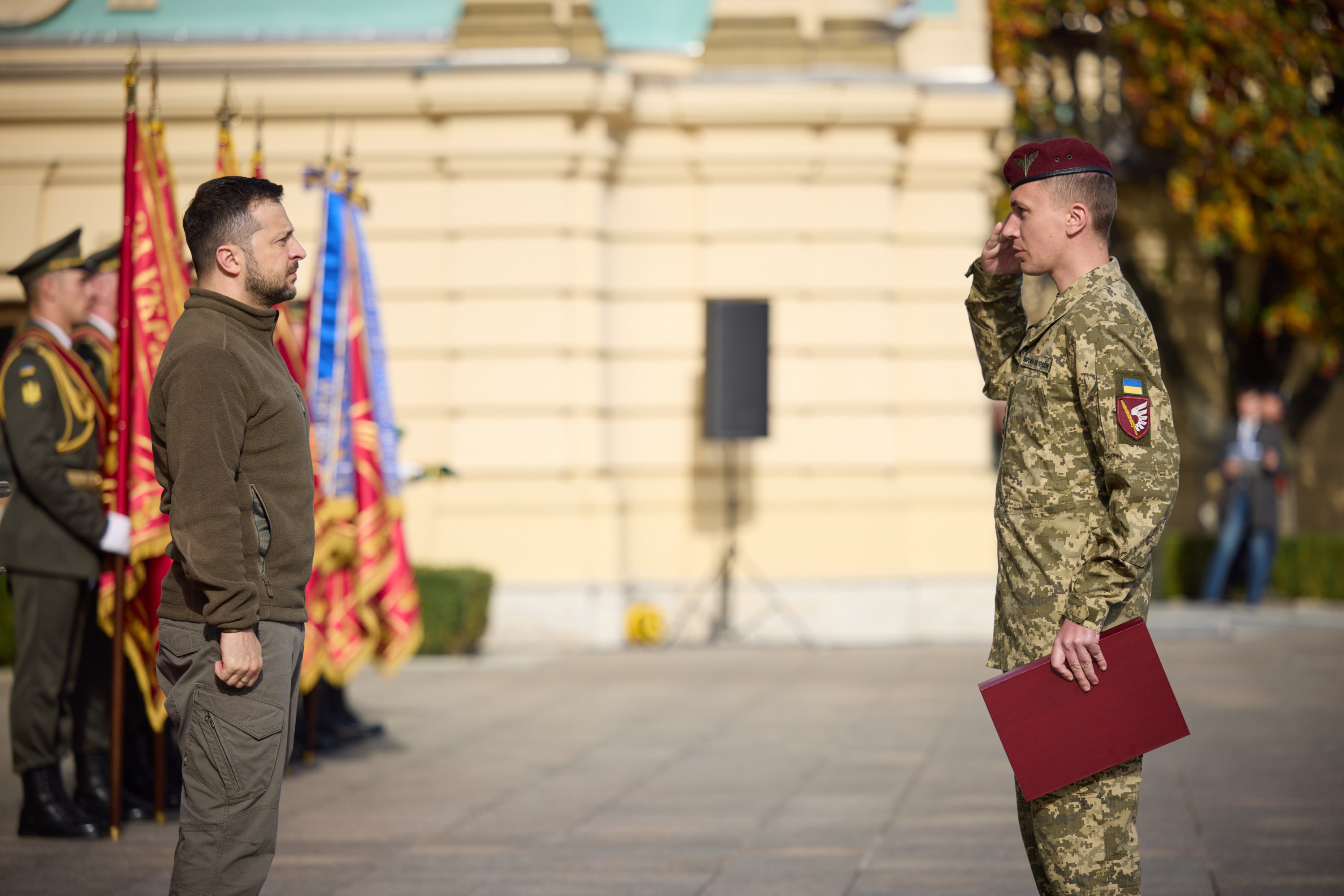
À gauche, le président Zelensky lors de la Journée des défenseurs et défenseuses de l'Ukraine  de 2022.

La brigade est renommée 79e brigade d'assaut aérien en 2016, après avoir été complétée avec une compagnie équipée de chars T-80.

## Invasion russe de l'Ukraine

### Premiers mois de guerre (février - mars 2022)
Au moment du déclenchement de l'invasion de l'Ukraine par la Russie, l'essentiel de la brigade est stationné sur la ligne de front de l'oblast de Louhansk à Chtchastia. Le flanc gauche de la brigade, situé sur la frontière russo-ukrainienne est envahi par la 20e armée de la Garde qui menace d'encercler les unités ukrainiennes sur la ligne de front. Le commandant de la brigade ordonne alors une retraite en direction de Sievierodonetsk. Des unités auxiliaires sont dans sa caserne à Mykolaïv et à Krasnoe sans d'abord prendre part activement au combat, tandis que deux BTG sont formés. La caserne à Mykolaïv est frappée une première le 7 mars par des missiles russes puis à nouveau le 18 mars 2022 faisant au moins 40 morts. Les éléments de la brigade à Mykolaiv protègent l'accès nord et nord-est de la ville où ils repoussent plusieurs assauts entre le 7 et 9 mars.

### Bataille du Donbass (avril - août 2022)
Au mois d'avril 2022, la 79e brigade est déployée dans le Donbass à l'ouest de Sievierodonetsk dans le secteur de Lyman, au sud de Terny autour de Zaritchne (raïon de Kramatorsk) (uk) et Torske en protection de la ville de Yampil (raïon de Kramatorsk) (uk) dans le cadre plus large de l'offensive russe sur la ville de Sloviansk et celle de Sievierodonetsk. Après la prise de Yampil le 29 avril, la brigade prend ensuite part à la bataille de Lyman en mai et de Bohorodychne et de Krasnopillia début juin et début août 2022 après lesquelles la brigade se replie derrière la rivière Siversky Donets. L'une des dernières missions de la 79e brigade dans le secteur est la prise d'une tête de pont sur la rive gauche de Siversky Donets qui sera utilisée pour la contre-offensive de Kharkiv.

### Bataille de Marinka (août 2022 - décembre 2023)
A la fin août, la brigade est redéployée dans l'oblast de Donetsk et est engagée dans la bataille de Marïnka sans interruption. La brigade est félicitée par le président Zelensky pour sa bravoure sur le champ de bataille,. Durant l'hiver 2022-2023, les combats s'intensifient dans la ville qui est considérée comme "rasée", la 79e brigade ayant vécu ses combats les plus sanglants. Elle tient la moitié ouest de la ville dans des conditions difficiles, forcée de faire les rotations de nuit, la destruction totale de la ville empêchant toute couverture. En février 2023, un des bataillons de la brigade sert de base pour la création de la 37e brigade d'infanterie navale. À partir d'octobre, l'armée russe lance une offensive majeur sur d'Avdiïvka, Marinka et Novomykhaïlivka, la 79e brigade subit alors des assauts importants. Les troupes russes progressent et s'emparent de la quasi-totalité de Marinka à la fin décembre mais ses assauts sont repoussés à Novomykhailivka.

### Secteur de Novomykhaïlivka - Vuhledar (depuis janvier 2024)
En 2024, la brigade s'illustre en repoussant de nombreux assauts dans le secteur de Novomykhaïlivka. Elle parvient à détruire une quantité importante de blindés, publiant régulièrement des vidéos pour attester de ses succès.
Le 24 juillet 2024, la brigade d'assaut aérien affirme avoir repoussé un assaut russe sur Kourakhove, indiquant avoir détruit 12 motos, endommagé six chars et sept véhicules blindés, tué 40 soldats russes et blessé 37 autres.
Le 30 juillet 2024, la brigade d'assaut aérien a arrêté une attaque à grande échelle des forces russes près de Kourakhove. Les russes auraient utilisé 10 chars, 47 véhicules blindés, 10 motos et un buggy lors de l'attaque et auraient perdu 36 tués et 32 blessés.

## Structure et équipements

### Composition
- État-major de la brigade, avec la compagnie de protection du QG ;
- 1er bataillon d'assaut aérien (sur BTR-80) ;
- 2e bataillon d'assaut aérien ;
- 3e bataillon d'assaut aérien (ex bataillon de volontaires «Фенікс», Phenix, rajouté en août 2014) (uk)  ;
- 4e bataillon d'assaut aérien (formé en 2022) ;
- 1re compagnie d'assaut amphibie « Biélorussie » (uk) ;
- compagnie de chars (des T-80BV) ;
- groupe d'artillerie de la brigade :
  - division[Note 2] d'artillerie automotrice (2S1 Gvozdika) ;
  - division d'artillerie tractée (obusiers D-30) ;
  - division de lance-roquettes (BM-21 Grad) ;
- compagnie antiaérienne ;
- compagnie de reconnaissance ;
- compagnie du génie ;
- compagnie logistique ;
- compagnie de soutien matériel ;
- compagnie de soutien au débarquement (рота десантного забезпечення) ;
- compagnie de maintenance ;
- compagnie de transmissions ;
- compagnie médicale (soins et évacuation) ;
- compagnie de protection NBC[14].

### Équipements
En 2022, la 79e brigade d'assaut aérien est équipée au format standard des brigades aéroportées ukrainiennes. Sa compagnie de chars est équipée de dix T-80BV, ses bataillons d'assaut aérien d'environ 30 blindés de transport de troupes chacun notamment des BTR-80, des blindés légers BRDM-2 complétés au cours  de 2022 par des MLS Shield italiens et des VAB français. Son groupe d'artillerie est doté d'obusiers automoteurs de 122 mm 2S1 Gvozdika, et 2S19 Msta-S, d'artillerie tractés D-30 et Howitzer 105 mm L119 américain et de MLRS BM-21 Grad.

## Personnalités y ayant servi
- Roman Tchybineyev, commandant d'un groupe de la 79e brigade, mort au combat en 2019.
- Valeriy Tchybineyev, mort au combat le 3 mars 2022 lors de la bataille de l'aéroport de Hostomel[16].
- Pavlo Tchaïka (uk), héros de l'Ukraine.
- Valeriy Kouratch, héros de l'Ukraine.